# Amaro Miranda da Cunha
Amaro Miranda da Cunha (15 de junho de 1912 – 15 de março de 1988) foi um remador brasileiro. Competiu nos Jogos Olímpicos de Verão de 1932 e foi campeão carioca de remo em 1938. Ele era irmão de Carmen Miranda.

## Vida pessoal
Amaro morreu de câncer, aos 75 anos, na Casa de Saúde Santa Rita. Era casado com Severina Paredes, tinha um filho.